# 埃德霍爾姆角

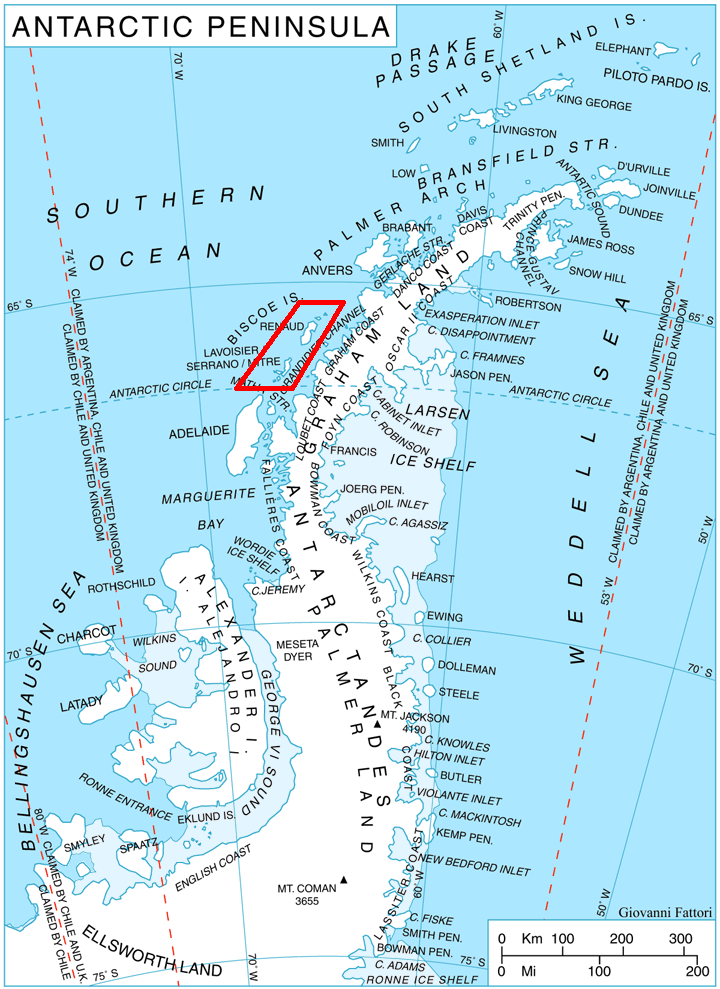

埃德霍爾姆角（英語：Edholm Point），是南極洲的海岬，位於比斯科群島的克羅格島西北端，是特蘭斯馬里斯卡灣入口處的西部，根據英國探險隊拍攝的空中照片繪入地圖，現時由南極條約體系管理。